# Иректы
Иректы (баш. ирәкте, тат. ирәкте) — тюркское племя, участвовавшее в этногенезе северо-западных башкир и казанских татар. Согласно историку и тюркологу Ахмет-Заки Валиди, большинство северо-западных иректинцев влились в татарский этнос.

## Родовой состав
Родовые подразделения: алпаут, батыкай, башкурт, бухар, даут, давек, ишэле, кадырбай, казанбай, казан, кугэн, сюрмэт, суюрмэт, тимрэш, типтяр, тунгэкле, яппар.

## Этноним
В найденном ярлыке казанского хана термин ирэк употребляется в значении «крепость», «укреплённое место», «кремль». Исходя из этого, этноним ирэкте означало «несущие службу в крепости» или «обязанные оборонять крепость (кремль)».

## Этническая история
Иректинцы — потомки восточных и западных табынцев. В последней четверти XV века группа табынцев, до переселения находившаяся в бассейнах рек Тобола и Иртыша, проникла в северо-западное Приуралье, а оттуда и в центральные районы Казанского ханства. Эта группа последствии вошла в состав казанских татар и башкир. Согласно их шежере, родоначальниками племени ирэкте были Майкы-бий и его потомок Кара-табын-бий При Чулман-бие предки иректинцев в конце XV — начале XVI вв. переселились из долины реки Миасс на берега Камы или Ика.
С падением Казани в 1552 году, большая часть иректинцев переселилась «за Белую», на лесное правобережье Быстрого Таныпа. На Таныпе иректинские башкиры потеснили племя таз, заняв значительную часть его территории. В XVI или XVII вв. иректинцы закрепили занятые на севере земли получением жалованных царских грамот. По преданиям, иректинцы отстаивали свои новые вотчины в борьбе не только с тазларами, но и с «пришельцами с севера» (сирмеш, мари, ар). Среди них наибольший след в памяти народа оставило «жестокое нашествие марийских женщин».
Рядом авторов аргументирована точка зрения о монгольском происхождении табынцев. Исследователи отождествляют их с монгольскими тавнангутами и бурятскими табангутами. По мнению А. С. Сальманова, табыны являются потомками монголоязычных татабов.

## Шежере
«Шежере рода ирэкте» — памятник башкирской словесности. Написаны на старотатарском языке. Были составлены Гали Чокрыем в 1852—1887 гг. в нескольких вариантах (известны 3 прозаических и 1 поэтический).
В первых трёх вариантах описана история племени ирэкте, произошедшего из рода кара-табын племени табын. Произведения начинаются с изложения генеалогии предков Гали Сокроя от Майкы-бия. Далее повествуется история племени ирэкте, приводятся сведения об образе жизни и быте башкир, о взаимоотношениях с Казанским ханством и вхождении северо‑западных башкир в состав Русского государства. Также подробно описана колонизация башкирских земель. В стихотворном варианте более подробно описываются важнейшие события из истории племени и его взаимоотношения с другими башкирскими племенами и родами.
Один из прозаических вариантов был опубликован в журнале «Башкорт аймагы» в 1927 году С. Г. Мрясовым. Данный вариант произведения Р. Г. Кузеевым был включён в сборник «Башкирские шежере» (1960). Второй вариант шежере содержался в книге Ш. Марджани «Мустафад аль‑ахбар фи ахвали Казан ва Булгар» (кн.1, 1885; «Извлечения из известий о положении в Казани и Булгаре»). Третий прозаический вариант и ещё две рукописи хранятся в восточном секторе отдела рукописей и редких книг Казанского университета.

## Известные представители
- Исян-хан — предводитель племени иректы, башкирский тархан, в XVI веке возглавил союз башкирских племён на северо-западе Башкортостана[8].